# Tor Janér
Tor Evald Vilhelm Janér, född 29 april 1887 i Norrköping, död 24 december 1957 i Rio de Janeiro, var en svensk affärsman.
Tor Janér var son till beredningsmästaren Anders Vilhelm Jansson. Efter mogenhetsexamen i Norrköping 1906 och examen vid Schartaus handelsinstitut 1908 begav han sig utomlands och tjänstgjorde vid affärsföretag i Hamburg 1908–1910, i Newcastle upon Tyne 1910–1911 samt i Ryssland 1911–1918. 1918 flyttade Janér till Sydamerika, där han blev delägare i firman Holmberg, Berch & Cia i Rio de Janeiro, inom vilket företag han var verksam till 1926. Från 1926 innehade han den av honom grundade firman Cia T. Janér, ett ledande företag för försäljning av skandinaviska exportvaror, framför allt papper och pappersmassa. 1928 blev Sveriges allmänna exportförenings representant i Brasilien och 1941 konsul i Rio de Janeiro med generalkonsuls namn. Jacobsson kom att i hög grad medverka till att utveckla handelsutbytet mellan Sverige och Brasilien. Han var även Sveriges internationella pressbyrås ombud i Rio de Janeiro och bidrog till kunskapen om Sverige i landet.